# Barbara Seranella
Barbara Seranella, née le 30 avril 1956 à Santa Monica en Californie et morte le 21 janvier 2007 à Cleveland dans l’Ohio, est une romancière américaine de roman policier.

## Biographie
Elle grandit dans le quartier de Pacifice Palisades à Los Angeles et connaît une adolescence difficile. Elle fugue une première fois à l’âge de quatorze ans avant de quitter définitivement le domicile familial avant sa majorité. Elle fréquente notamment une communauté hippie à San Francisco où elle apprend la mécanique automobile. Elle devient mécanicienne et travaille cinq ans à Sherman Oaks avant de déménager à Brentwood où elle travaille pendant douze années.
Elle débute comme romancière en 1997 avec le roman No Human Involved, premier titre d’une série de huit romans policiers consacrés à Munch Mancini. Deux de ses aventures sont traduites en français. Seranella décède en 2007 à l'âge de 51 ans d'une maladie du foie.

## Œuvre

### SérieMunch Mancini
- No Human Involved (1997) Publié en français sous le titre Tous des rats, traduction d'Anouk Neuhoff, Seuil, coll. Policier, 2002, réédition Points, coll. Policier no 1134, 2003.
- No Offense Intended (1999) Publié en français sous le titre Sans penser à mal, traduction d'Anouk Neuhoff, Seuil, coll. Policier, 2003, réédition Points, coll. Policier no 1257, 2004.
- Unwanted Company (2000)
- Unfinished Business (2001)
- No Man Standing (2002)
- Unpaid Dues (2003)
- Unwilling Accomplice (2004)
- An Unacceptable Death (2005)

### SérieCharlotte Lyon
- Deadman's Switch (2007)